# Dominique Dufour de Pradt

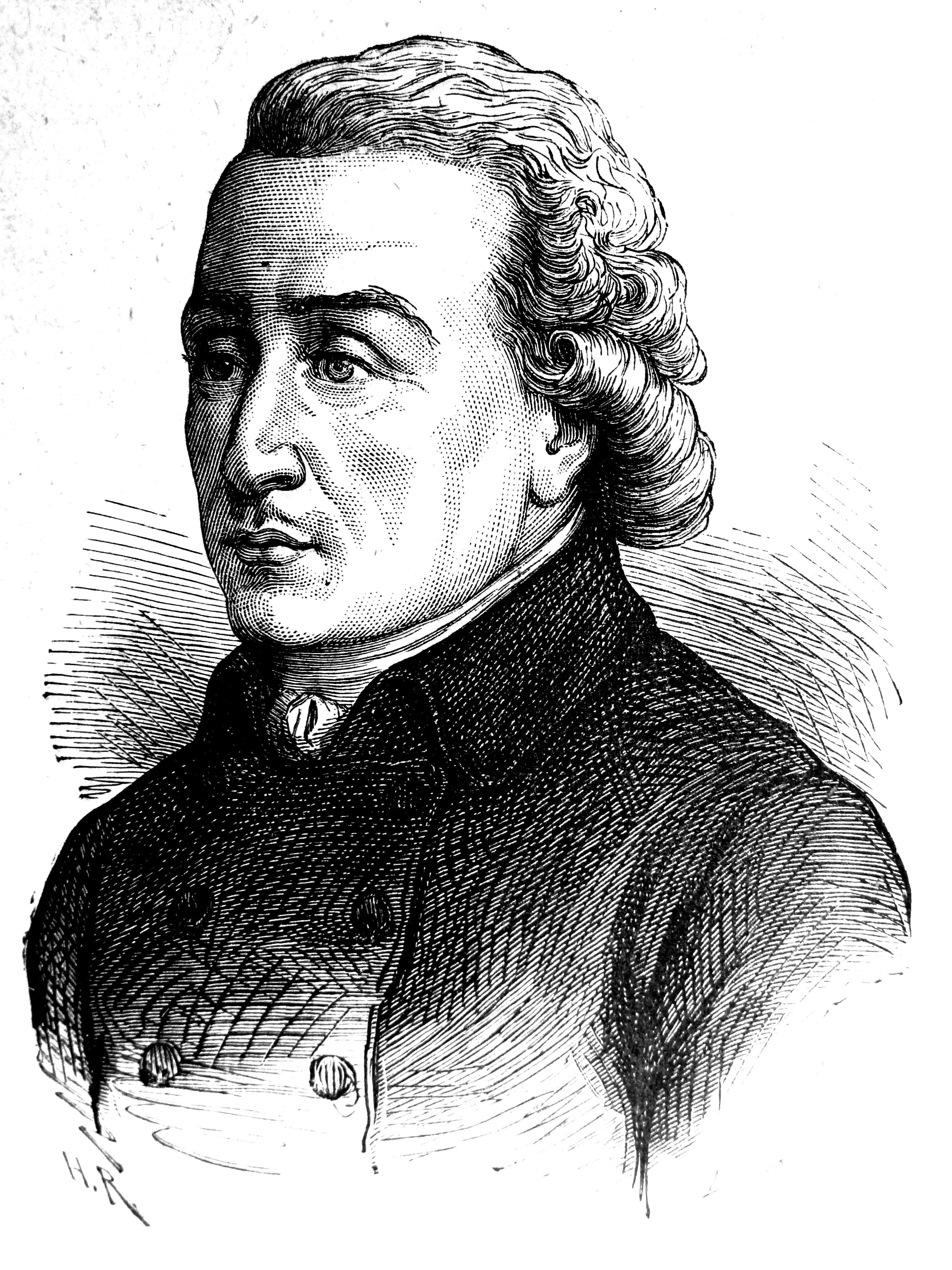
Abbé Dominique-Dufour de Pradt (Album du Centenaire)

Dominique Dufour de Pradt, eigentlich Dominique Georges Frédéric de Riom de Prolhiac de Fourt de Pradt (* 23. April 1759 in Allanche, Département Cantal, Frankreich; † 18. März 1837 auf Schloss Vedrine, Paris) war ein französischer Schriftsteller, Diplomat und Erzbischof.

## Leben
Pradt empfing 1783 die Priesterweihe und wurde 1789 als Generalvikar des Erzbischofs von Rouen, Dominique de La Rochefoucauld, von der Geistlichkeit der Normandie in die Versammlung der Generalstände („États-Généraux“) gesandt, wo er sich als Ultraroyalist zeigte. Nach Auflösung der Konstituierenden Versammlung begab er sich nach Hamburg, dann nach Münster, von wo er in zwei Flugschriften (L’antidote au congrès de Rastadt, 1798, und La Prusse et sa neutralité, 1800) die Revolution bekämpfte.
1800 nach Paris zurückgekehrt, wusste er, begünstigt durch seinen Verwandten Géraud-Christophe-Michel Duroc (1772–1813), dem engsten Vertrauten Napoleons, sich bei dem Ersten Konsul so einzuschmeicheln, dass er zum Almosenier und am 15. Dezember 1804 zum Bischof von Poitiers ernannt wurde. Papst Pius VII. spendete ihm am 2. Februar 1805 die Bischofsweihe. Mitkonsekratoren waren die Kurienerzbischöfe Benedetto Fenaja CM und Francesco Bertazzoli.
1808 begleitete er den Kaiser nach Bayonne und trug wesentlich dazu bei, die spanischen Bourbonen durch falsche Vorspiegelungen zur Thronentsagung zu bewegen, so dass ihm Napoleon zum Lohn den Baronstitel und das Erzbistum Mecheln verlieh. Am 27. März 1809 bestätigte der Papst die Ernennung. 1811 unterhandelte Dufour de Pradt im Auftrag des Kaisers mit Papst Pius VII. zu Savona.
1812 wurde er als Gesandter nach Warschau geschickt, erregte aber hier durch sein zweideutiges Benehmen die Unzufriedenheit der Polen und wurde von Napoleon in seine Diözese verwiesen. Seitdem war er der heftigste Feind des Kaisers. Als die Bourbonen wieder in Paris eingezogen waren, begab sich auch Pradt dahin und suchte in seinem Récit historique sur la restauration de la royauté en France (Paris 1814) nachzuweisen, dass er viel zur Restauration beigetragen habe. Die Gunst Talleyrands bewirkte, dass Pradt am 7. April 1814 zum Kanzler der Ehrenlegion ernannt wurde.
Nach der zweiten Restauration verzichtete er am 16. September 1815 auf das Erzbistum Mecheln für eine Leibrente von 12.000 Franc. Als Mitglied der Kammer (1827–1828) stand er auf der Seite der Opposition. Nach der Julirevolution zeigte er sich als Anhänger der „Dynastie Orléans“. Fast vergessen starb er 1837 auf Schloß Vedrine.

## Werke (Auswahl)
- Histoire de l’ambassade dans le grand-duché de Varsovie en 1812, Paris 1815; deutsch: Wien 1816
- Du congrès de Vienne, Paris 1815–1816, 2 Bände; deutsch: Leipzig 1816, 2 Bände
- Mémoires historiques sur la révolution d’Espagne, Paris 1816; deutsch: Karlsruhe 1816
- Des colonies et de la révolution actuelle de l’Amérique, Paris 1877, 2 Bände; deutsch: Hamburg 1818
- Les quatre concordats, Paris 1819–1820, 4 Bände
- Le congrès de Carlsbad, Paris 1819–1820, 2 Bände (Digitalisat)
- De la Belgique depuis 1789 jusqu’en 1794, Paris 1820